# Hornstull (tunnelbanestation)
Hornstull är en tunnelbanestation längs Stockholms tunnelbana. Den ligger på röda linjen mellan stationerna Zinkensdamm och Liljeholmen. Avståndet från station Slussen är 2,4 kilometer. Stationen togs i bruk den 5 april 1964 när t-banan 2 invigdes.

## Beskrivning
Stationen har en plattform delad i två med kvarvarande berg emellan, belägen i berget under Hornsbruksgatan från Högalidsparken till Långholmsgatan. Den har två biljetthallar, den södra vid Långholmsgatan och den norra vid Hornsbruksgatan. Biljetthallen mot Hornstull renoverades och byggdes om under år 2012. Från tunnelbanans uppgångar har man direkt tillgång till nybyggda handelscentrum Hornstull. I samband med ombyggnaden kom Eva Ziggy Berglunds pelarskulptur I minnet gjutet på plats.
Konstnärlig utsmyckning gjord av Berndt Helleberg 1964, temat är Altamiragrottan i Spanien, och stationen är täckts med holländskt rött handslaget och glaserat tegel med infogat svart band och vita figurer. Han har även gjort järngrinden och konsten i taket. I samband med en ombyggnad 1992 tillkom montrar med temat himmel, hav, jord och öken av samma konstnär.

## Bilder

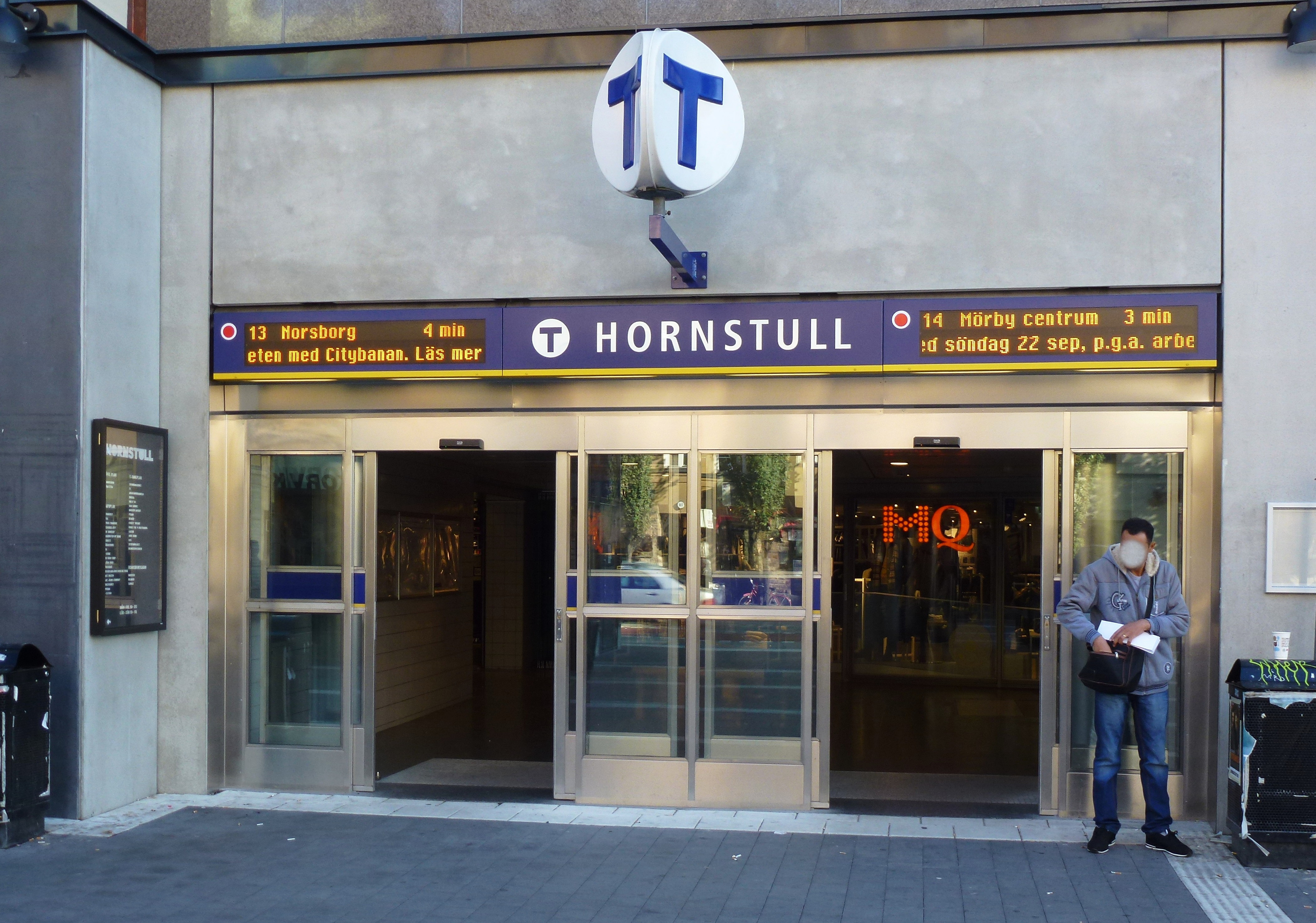
Entrén från Långholmsgatan
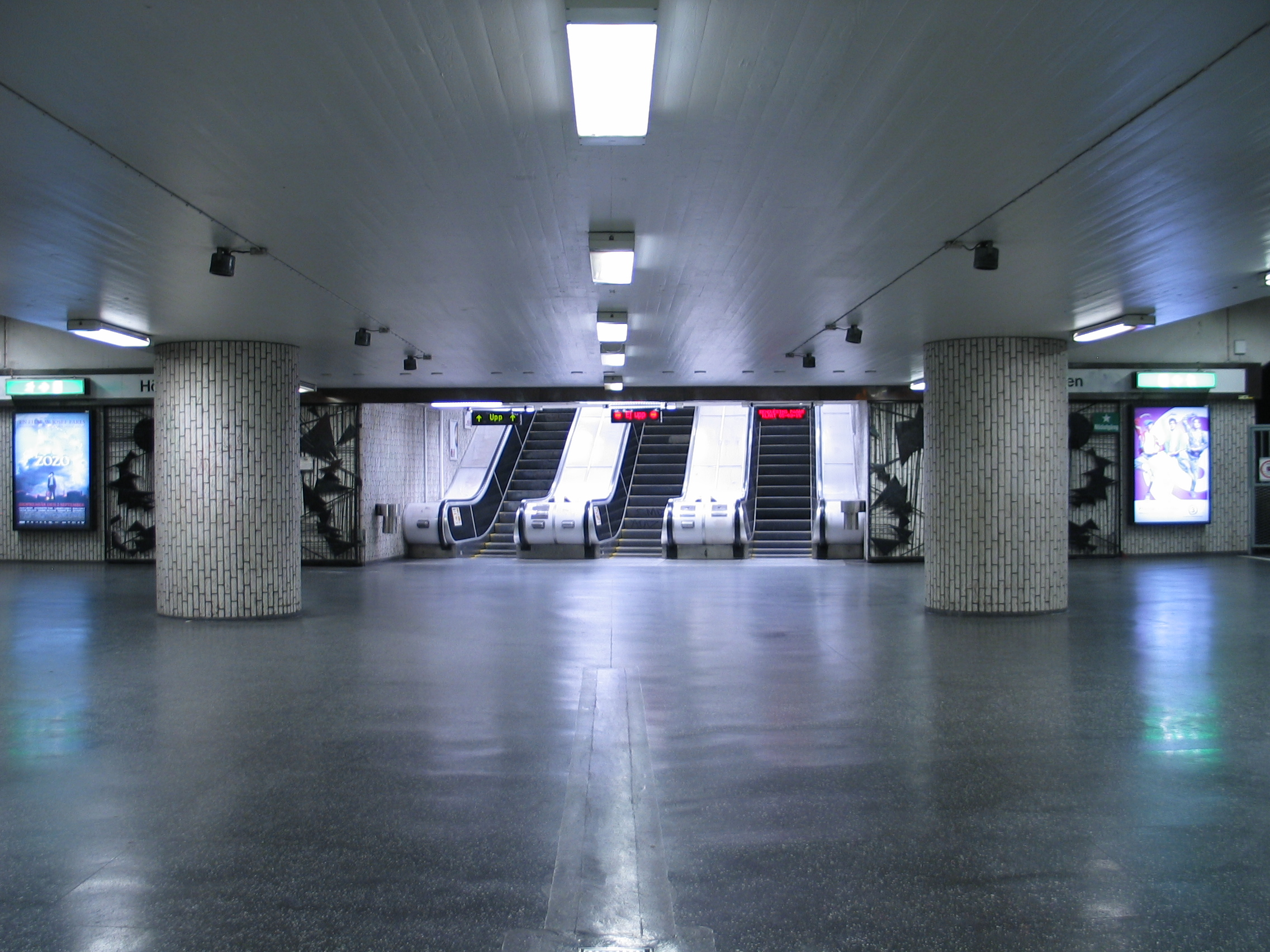
Uppgången
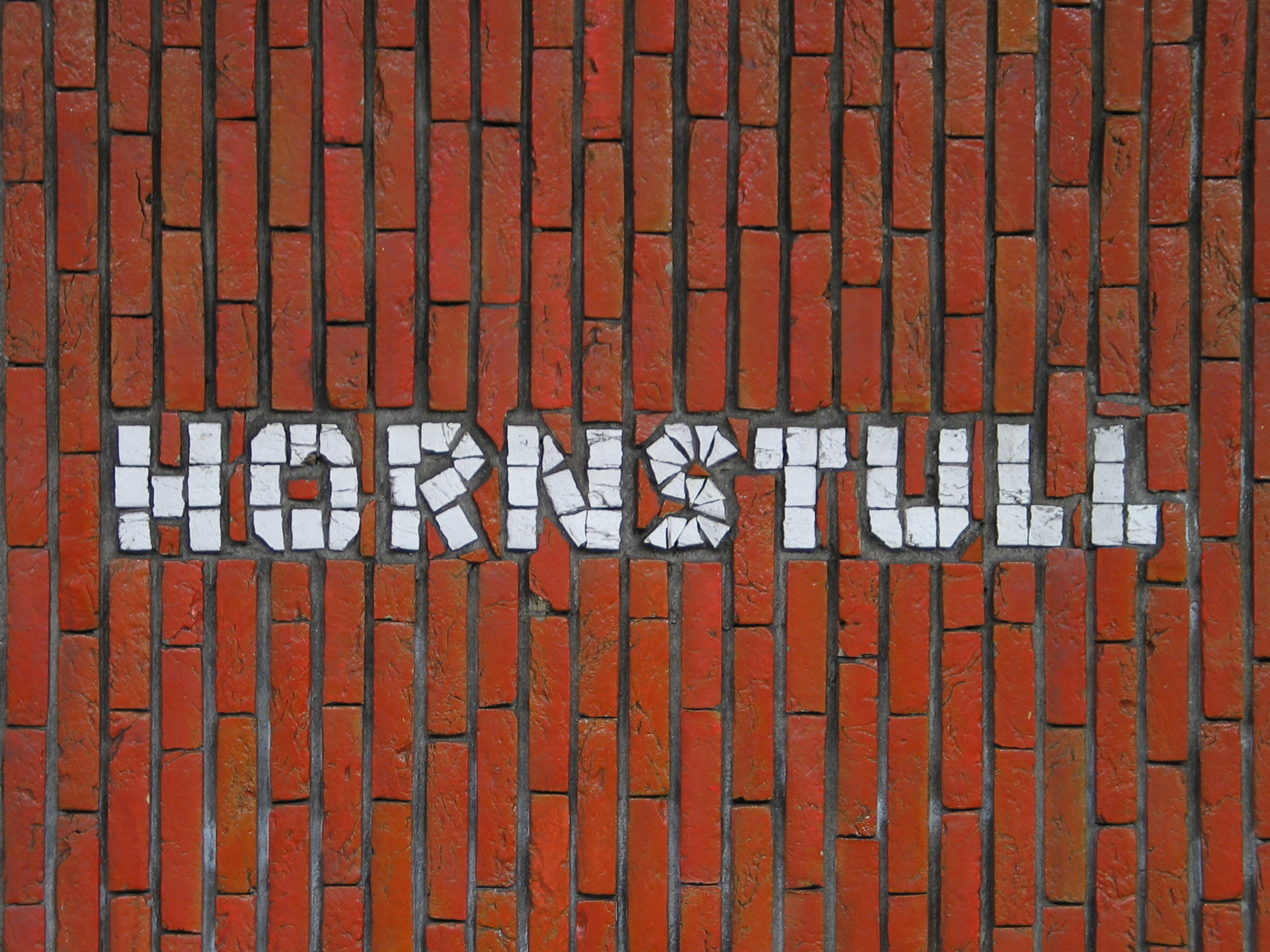
Del av Berndt Hellebergs utsmyckning
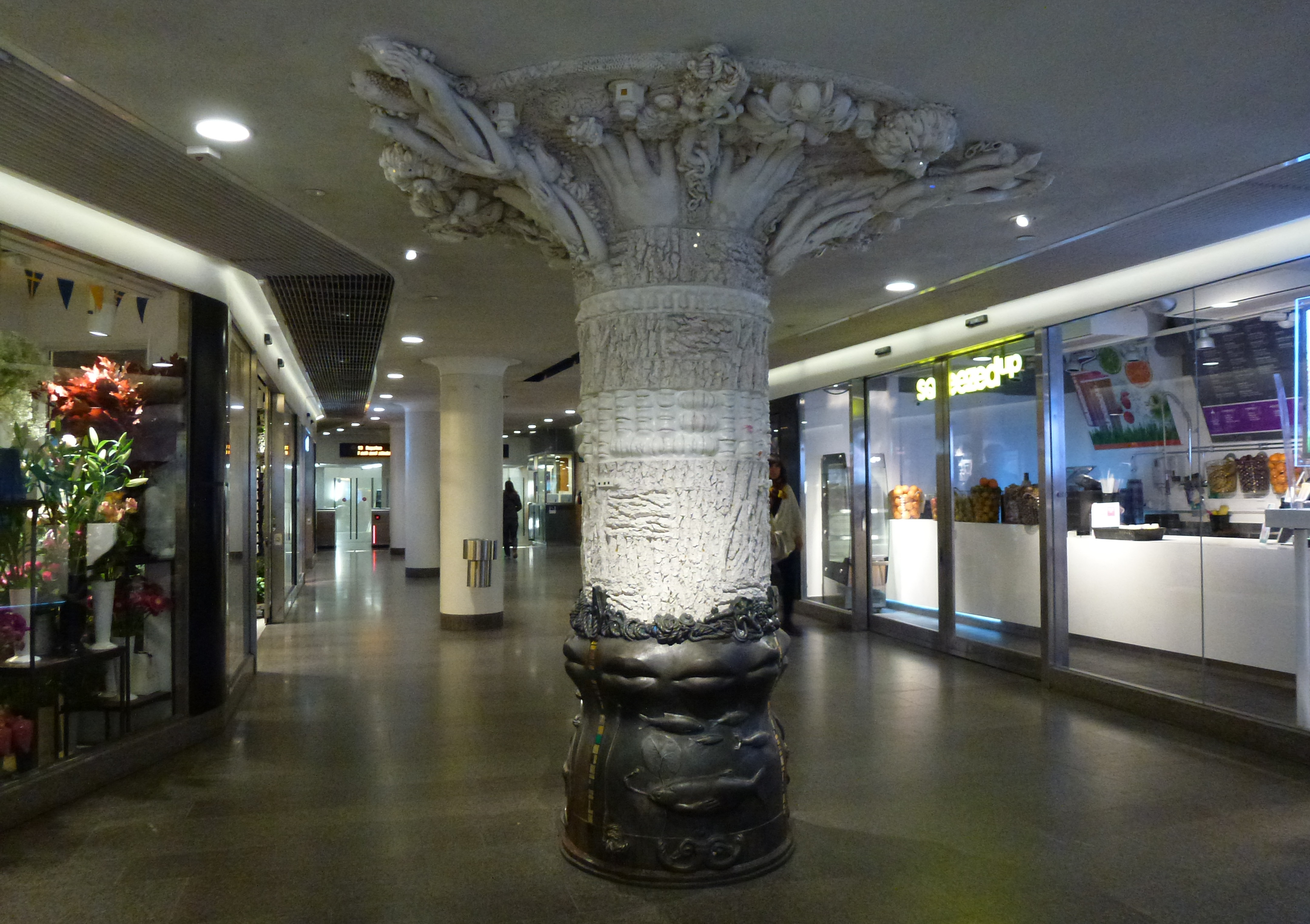
Eva Ziggy Berglunds pelarskulptur "I minnet gjutet" från 2012